# Bill Holland
William "Bill" Holland, född den 18 december 1907 i Philadelphia, Pennsylvania, USA, död den 19 maj 1984, var en amerikansk racerförare.

## Racingkarriär
Holland tävlade sporadiskt i det amerikanska nationella mästerskapet innan andra världskriget, men det var efter krigsslutet som Holland etablerade sig som en av de mest framgångsrika förarna under eran efter att kriget tagit slut. Holland blev tvåa i Indianapolis 500 1947, 1948, samt 1950. Däremellan tog han sin karriärs finaste seger, när han vann just Indy 500 1949. Hollands mest vinstrika säsong var 1946, då han vann 17 av hela 40 race i det nationella mästerskapet, men ojämn prestationsnivå omöjliggjorde en placering bland de tre bästa. Hollands bästa placering i mästerskapet kom med en andraplats i ett bantat mästerskap 1948. Hollands sista andra plats i Indy 500, räknades till 1950 års Förar-VM, vilket gav honom sex VM-poäng.